# Mesoleptus sapporensis
Mesoleptus sapporensis là một loài tò vò trong họ Ichneumonidae.